# Friedrich Ludwig Benda
Friedrich Ludwig Benda (batejat el 4 de setembre del 1752 a Gotha-mort el 20 de març (o 27) 1792 a Königsberg) fou un violinista, compositor i director d'orquestra alemany.
Era fill gran del també compositor Georg Benda (1721-1795). Fou director d'orquestra a Gotha, Mecklenburg i Koenigsberg. Va escriure les òperes Der Barbier von Sevilla, Die Verlobung, Louise, algunes operetes, concerts per a violí i cantates.